# Gruzijska Davis Cup reprezentacija
Gruzijska Davis Cup reprezentacija je nacionalni teniski sastav Gruzije koji predstavlja zemlju na međunarodnom reprezentativnom teniskom natjecanju Davis Cupu.
Do 1994. godine gruzijski tenisači su nastupali pod zastavom Sovjetskog Saveza a najuspješniji bio je Alex Metreveli. Nakon toga razdoblja zemlja počinje samostalno nastupati te je najveći uspjeh ostvaren 2007. kada je Gruzija stigla do četvrtfinala euroafričke zone skupine 1. S druge strane, Gruzija dosad nije nastupila u Svjetskoj skupini Davis Cupa.

## Trenutni roster
- Aleksandar Metreveli
- George Tsivadze
- Mihail Khmiadashvili

## Vanjske poveznice
- Davis Cup.com - Georgia